# Joseph James Cheeseman

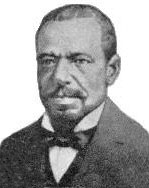
Joseph James Cheeseman

Joseph James Cheeseman (* 1843 in Edina, Liberia; † 12. November 1896 in Monrovia) war von 1892 bis 1896 der zwölfte Staatspräsident von Liberia. 
Er war der Amtsnachfolger von Hilary R. W. Johnson und regierte Liberia von 1892 bis zu seinem Tod. Während seiner Präsidentschaft wuchs die Bevölkerung Liberias auf über 500.000 Einwohner an, doch nur ein Prozent der Liberianer hatte das politische Wahlrecht.

## Leben
Joseph J. Cheeseman wurde in Edina, Grand Bassa County, Liberia geboren. Cheesemann hatte, bevor er zum liberianischen Präsidenten gewählt wurde, eine bedeutende Karriere als Missionar, Kirchenfunktionär der Southern Baptist Church und Gelehrter in Liberia absolviert. Er war auch Initiator der Schule Ricks Institut in Clay-Ashland, die begabte Liberianer – wie etwa Samuel Kaboo Morris – auf ein Studium an US-Universitäten vorbereitete.
Cheeseman musste auch erleben, wie die in Liberia sehr stark engagierte Southern Baptist Church in der Zeit des Amerikanischen Bürgerkrieges sich ideologisch in einen rassistisch dominierten Weißen Flügel und einen Farbigen Flügel aufteilte. Die Mehrzahl der von der Southern Baptist Church zu dieser Zeit nach Liberia entsandten Missionare waren Weiße und begannen eine sehr überhebliche und eher feindliche Gesinnung zu verbreiten. Cheeseman selbst fand in William Joshua David, einem weißen Missionar aus Mississippi, der im Mai 1875 nach Liberia kam, seinen schärfsten Kritiker und Widersacher. Als Cheeseman sich in den späten 1870er Jahren in der Politik engagierte, wetterte W.J. David gegen ihn und verlangte, auch in Liberia müsse nun auf eine strenge Trennung von Kirche und Staat (Christ and Cesar) geachtet werden. Der mit Leidenschaft ausgetragene Kampf schwächte die Position der Baptisten.
Innenpolitisch hatte Präsident Cheeseman mit einer Verschärfung der Finanzkrise Liberias zu kämpfen. Die Erlöse aus dem Außenhandel mit Agrarprodukten – vor allem Palmölprodukte und Kaffee – deckten bei weitem nicht mehr die Kosten für die wachsende Bürokratie, den Aufbau einer Grenztruppe und die Entwicklung der Infrastruktur. Das Hinterland Liberias war noch immer ein Krisenherd. Die als Kru-Wars bezeichneten Aufstände erfassten seit Jahrzehnten die östlichen Provinzen. Innerhalb der Gesellschaft stiegen Einfluss und Bedeutung der Freimaurer, die Amerikoliberianer hatten zuvor die True Whig Party gegründet und blockierten jede politische Aktivität der indigenen Bevölkerungsmehrheit.
Außenpolitisch erlebte Präsident Cheeseman den aufkeimenden Kolonialismus - Frankreich und Großbritannien hatten sich Teile der liberianischen Grenzprovinzen abgepresst, die USA verhielten sich in dieser Zeit sehr distanziert zu Liberia. Joseph Cheeseman war der erste liberianische Präsident, der im Amt verstarb. Sein Nachfolger im Amt war der damalige Vizepräsident William D. Coleman.

## Ehrungen
- Die Stadt Edina, im Osten Liberias erinnert mit einem Denkmal an ihren bedeutenden Sohn.[4]
- In der Hauptstadt Monrovia wurde eine Straße nach Präsident Cheeseman benannt.